# Blake Pieroni
Blake John Pieroni (* 15. November 1995 in Crown Point, Indiana) ist ein Schwimmer aus den Vereinigten Staaten. Er erhielt bei Olympischen Spielen drei Goldmedaillen und eine Silbermedaille. Bei Weltmeisterschaften erschwamm er vier Goldmedaillen und zwei Bronzemedaillen auf der 50-Meter-Bahn sowie drei Goldmedaillen, zwei Silbermedaillen und eine Bronzemedaille auf der 25-Meter-Bahn.

## Sportliche Karriere
Blake Pieroni besuchte die Chesterton High School und studierte ab 2014 an der Indiana University Bloomington. Nach seiner Graduierung wurde er Profi.
Bei den Juniorenweltmeisterschaften 2013 gewann Pieroni die Bronzemedaille mit der 4-mal-200-Meter-Freistilstaffel, mit Gunnar Bentz und Caeleb Dressel waren zwei weitere spätere Olympiasieger Mitglieder der Staffel.

### 2016 mit olympischem Gold
2016 bei den Olympischen Spielen in Rio de Janeiro erreichte die 4-mal-100-Meter-Freistilstaffel mit Jimmy Feigen, Ryan Held, Blake Pieroni und Anthony Ervin die zweitschnellste Vorlaufzeit hinter den Russen. Im Endlauf schwammen Caeleb Dressel, Michael Phelps, Ryan Held und Nathan Adrian zweieinhalb Sekunden schneller als die Vorlaufstaffel und siegten vor den Franzosen und den Australiern, die russische Staffel belegte den vierten Platz. Alle sieben beteiligten Mitglieder der US-Staffel erhielten eine Goldmedaille, wie dies seit 1984 üblich ist. Ende 2016 bei den Kurzbahnweltmeisterschaften in Windsor siegte die russische 4-mal-100-Meter-Freistilstaffel vor den Franzosen. Auf dem dritten Platz schlug der australische Schlussschwimmer zeitgleich mit Pieroni an und beide Teams erhielten die Bronzemedaille. Vor Pieroni waren Michael Chadwick, Tom Shields und Paul Powers geschwommen, Matthew Josa war im Vorlauf dabei. In der 4-mal-50-Meter-Freistilstaffel siegten die Russen vor dem US-Team mit Powers, Pieroni, Chadwick und Shields, die 0,04 Sekunden vor den Japanern lagen. Ebenfalls Silber erhielten die im Vorlauf angetretenen Dillon Virva und Michael Andrew. Auch in der 4-mal-200-Meter-Freistilstaffel siegten die Russen vor der US-Staffel, die hier mit Blake Pieroni, Jacob Pebley, Pace Clark und Zane Grothe im Vorlauf und im Finale in der gleichen Besetzung antrat. Zum Abschluss der Wettbewerbe belegte Pieroni den vierten Platz über 100 Meter Freistil.

### 2017 mit zwei Goldmedaillen bei den Weltmeisterschaften
2017 bei den Weltmeisterschaften in Budapest erreichte die 4-mal-100-Meter-Staffel mit Blake Pieroni, Michael Chadwick, Zach Apple und Townley Haas die drittschnellste Vorlaufzeit hinter den Brasilianern und den Australiern. Im Finale waren Caeleb Dressel, Townley Haas, Blake Pieroni und Nathan Adrian fast drei Sekunden schneller als die Vorlaufstaffel und siegten vor den Brasilianern. Bei seinem Einzelstart über 200 Meter Freistil schied Pieroni im Halbfinale aus. Die 4-mal-200-Meter-Freistilstaffel mit Conor Dwyer, Clark Smith, Jay Litherland und Zane Grothe schwamm die siebtbeste Vorlaufzeit. Im Finale waren Blake Pieroni, Townley Haas, Jack Conger und Zane Grothe über sechs Sekunden schneller als ihre Mannschaftskameraden im Vorlauf und schlugen als Dritte hinter den Briten und den Russen an. Eine weitere Goldmedaille erhielt Pieroni für seinen Einsatz in der 4-mal-100-Meter-Mixed-Freistilstaffel. Im Vorlauf waren Blake Pieroni, Townley Haas, Lia Neal und Kelsi Worrell im Team. Im Endlauf schwammen Caeleb Dressel, Nathan Adrian, Mallory Comerford und Simone Manuel und verbesserten dabei auch den Weltrekord auf 3:19,60 Minuten.

### 2018 mit drei Goldmedaillen bei den Kurzbahnweltmeisterschaften
Bei den Pan Pacific Swimming Championships 2018 in Tokio siegte die 4-mal-200-Meter-Freistilstaffel mit Andrew Seliskar, Blake Pieroni, Zach Apple und Townley Haas. Bei den Kurzbahnweltmeisterschaften 2018 in Hangzhou schwamm die 4-mal-100-Meter-Freistilstaffel mit Caeleb Dressel, Blake Pieroni, Michael Chadwick und Ryan Held neuen Weltrekord und siegte mit 0,08 Sekunden vor dem russischen Quartett. Über 200 Meter Freistil erreichte Pieroni als Vorlaufachter gerade noch das Finale. Dort siegte er dann vor dem Litauer Danas Rapšys. Mit der 4-mal-200-Meter-Freistilstaffel belegte Pieroni den vierten Platz mit über zwei Sekunden Rückstand auf die Bronzemedaille. Es folgte der siebte Platz über 100 Meter Freistil. In der 4-mal-100-Meter-Lagenstaffel schwammen im Vorlauf Matt Grevers, Michael Andrew, Jack Conger und Blake Pieroni die schnellste Zeit. Im Finale siegten Ryan Murphy, Andrew Wilson, Caeleb Dressel und Ryan Held vor den Russen. Die ersten fünf Staffeln im Finale waren schneller als die US-Staffel im Vorlauf.

### 2019 mit zwei Goldmedaillen bei den Weltmeisterschaften
Im Jahr darauf bei den Weltmeisterschaften in Gwangju qualifizierte sich die 4-mal-100-Meter-Freistilstaffel mit Townley Haas, Blake Pieroni, Michael Chadwick und Zach Apple mit der schnellsten Vorlaufzeit für das Finale. Im Endlauf waren Caeleb Dressel, Blake Pieroni, Zach Apple und Nathan Adrian über zwei Sekunden schneller und gewannen Gold vor Russen und Australiern. Bei seinem Einzelstart über 100 Meter Freistil wurde Pieroni Vierter mit 0,06 Sekunden Rückstand auf den Drittplatzierten. Die 4-mal-200-Meter-Freistilstaffel mit Andrew Seliskar, Jack Conger, Jack Le Vant und Zach Apple erreichte das Finale mit der drittbesten Vorlaufzeit. Im Endlauf waren Andrew Seliskar, Blake Pieroni, Zach Apple und Townley Haas fast fünf Sekunden schneller als die Vorlaufstaffel und wurden Dritte hinter den Australiern und den Russen. In der 4-mal-100-Meter-Mixed-Freistilstaffel schwammen im Vorlauf Blake Pieroni, Nathan Adrian, Katie McLaughlin und Abbey Weitzeil die schnellste Zeit. Im Finale gewannen Caeleb Dressel, Zach Apple, Mallory Comerford und Simone Manuel mit neuem Weltrekord von 3:19,40 Minuten.

### 2021 mit zwei Goldmedaillen bei den Olympischen Spielen
Wegen der COVID-19-Pandemie wurden die Olympischen Spiele in Tokio erst 2021 ausgetragen. In der 4-mal-100-Meter-Freistilstaffel schwammen Brooks Curry, Blake Pieroni, Bowe Becker und Zach Apple die zweitschnellste Zeit mit einer Sekunde Rückstand auf die Italiener. Im Finale mit Caeleb Dressel statt Curry siegte das US-Team mit einer Sekunde Vorsprung auf die Italiener, die den zweiten Platz gerade noch vor den Australiern retten konnten. Die 4-mal-200-Meter-Freistilstaffel war im Vorlauf mit Drew Kibler, Andrew Seliskar, Patrick Callan und Blake Pieroni die fünftschnellste Staffel. Im Finale wurden Kieran Smith, Drew Kibler, Zach Apple und Townley Haas die viertschnellste Staffel mit 0,59 Sekunden Rückstand auf die drittplatzierten Australier. Schließlich trat das US-Team im Vorlauf der 4-mal-100-Meter-Lagenstaffeln mit Hunter Armstrong, Andrew Wilson, Tom Shields und Blake Pieroni an und schwamm die siebtbeste Zeit mit 0,33 Sekunden Vorsprung auf die neuntplatzierten Polen. Im Finale waren Ryan Murphy, Michael Andrew, Caeleb Dressel und Zach Apple fünfeinhalb Sekunden schneller und siegten mit neuem Weltrekord vor den Briten.

### 2024 mit einer olympischen Silbermedaille
Bei den Olympischen Spielen 2024 in Paris erreichte die 4-mal-200-Meter-Freistilstaffel mit Drew Kibler, Brooks Curry, Blake Pieroni und Chris Guiliano das Finale mit der zweitschnellsten Vorlaufzeit. Im Endlauf waren Luke Hobson, Carson Foster, Drew Kibler und Kieran Smith fast fünf Sekunden schneller als die Vorlaufstaffel und schlugen als Zweite nach den Briten an.